# Einar Christiansson
Einar Wilhelm Christiansson, född  8 juni 1901 i Göteborgs domkyrkoförsamling, Göteborg, död 8 februari 1987 i Göteborgs Annedals församling, Göteborg
, var en svensk konstnär. 
Han var son till lagerarbetaren Herman Valdemar Christiansson och Anna Gustava Svenberg. Christiansson studerade vid Slöjdföreningens skola 1925-1928 och för Sigfrid Ullman vid Valands konstskola i Göteborg 1932-1936 och för Kræsten Iversen vid konstakademien i Köpenhamn 1939-1940 samt under ett flertal studieresor till Frankrike. Separat ställde han ut i Göteborg och Stockholm och tillsammans med Einar Eklund och Olof Leyman ställde han ut i Göteborg 1949. Han var under en period växelvis bosatt i Göteborg och Grevie med ateljéer på bägge orterna. Hans konst består av stilleben, porträtt, figurer i interiörer samt  landskap. Christiansson är representerad vid Göteborgs konstmuseum.